# Passage Cross
Pour les articles homonymes, voir Cross.
Le passage Cross est un bras de mer des eaux côtières de l'Alaska du Sud-Est et de la Colombie-Britannique, aux États-Unis.

## Description

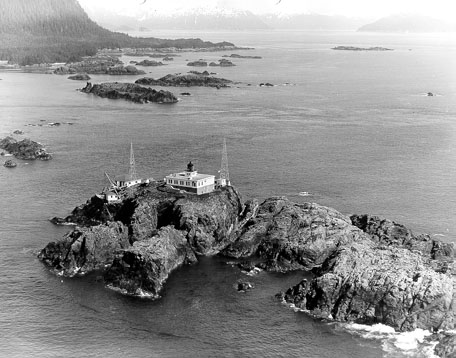
Phare du cap Spencer dans le passage Cross

Il est situé dans l'archipel Alexandre entre l'île Chichagof au sud et le continent américain au nord. Il fait 48 km de long, et s'étend entre l'océan Pacifique et le détroit Icy.
Son nom lui a été donné par James Cook en 1778, lorsqu'il découvrit
le détroit le 3 mai, jour de la fête de la Sainte-Croix.
Le phare du cap Spencer marque l'extrémité nord de l'entrée du passage.

## Sources et références
- (en) « Passage Cross », Geographic Names Information System

- (en) Cet article est partiellement ou en totalité issu de l’article de Wikipédia en anglais intitulé « Cross Sound » (voir la liste des auteurs).